# سبک ایتالیایی‌مآب

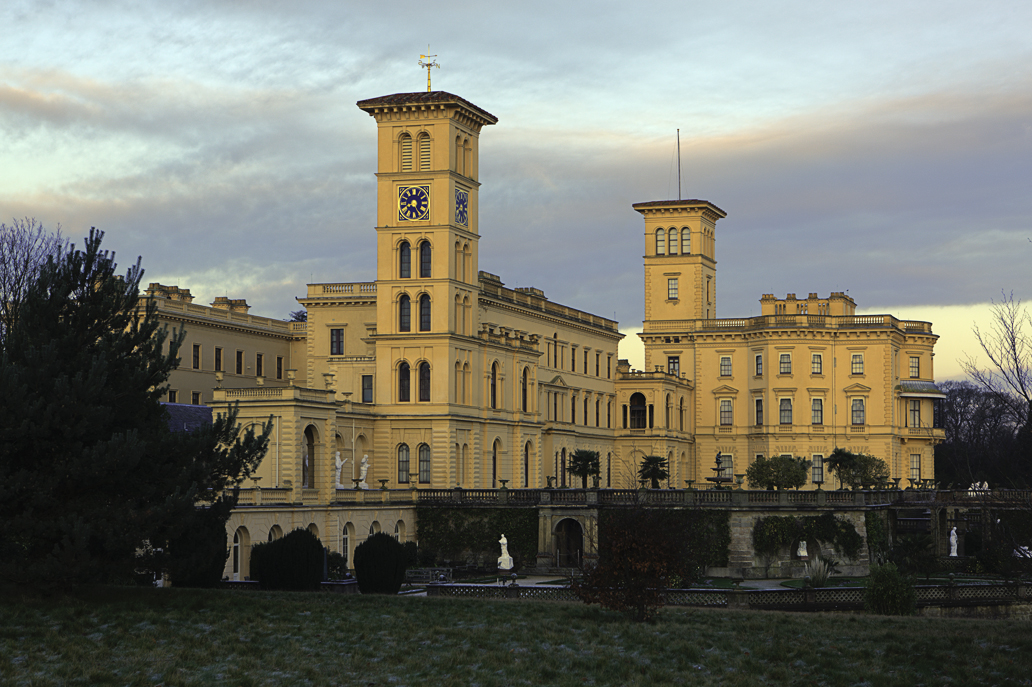
خانه آزبرن که ویژگی‌ها سبک ایتالیایی‌مآب را در خود دارد.

سبک ایتالیایی‌مآب (انگلیسی: Italianate architecture) در معماری نام سبکی جداگانه از معماری کلاسیک در سده نوزدهم است.
در سبک ایتالیایی‌مآب یا ایتالیایی‌وار، الگوها و واژگان معماری رنسانس سده شانردهم ایتالیا، که الهام‌بخش معماری پالادیان و نوکلاسیسیسم بود، با زیبایی‌شناسی مناظر زیبا ترکیب شد.
این سبک جدید هرچند ویژگی‌های معماری نئورونسانس را با خود داشت اما در اصل شاخه‌ای جدا را تشکیل می‌داد.
سبک ایتالیایی‌مآب نخستین بار در بریتانیا در حدود سال ۱۸۰۲ توسط جان نش و با ساخت ویلای کرانک‌هیل (Cronkhill) در شروپ‌شر پدید آمد.